# Ivan Guidea
Ivan Guidea (rusă Иван Гуйдя; n. 12 mai 1988, Nisporeni, Republica Moldova) este un luptător român specializat în lupte libere.

## Carieră
S-a apucat de lupte libere în 2004, la vârsta de 16 ani. Primul lui antrenor a fost Iuri Cerednik, urmat de Grigori Ciorici. A evoluat pentru reprezentativa Republicii Moldova până în anul 2009, timp în care a suferit din cauza lipsurilor financiare. Tranziția spre România a fost una greoaie, Guidea făcând o pauză competițională până în anul 2013. Procesul a fost întârziat din cauza documentațiilor necesare. Mentorul său este Anatolie Guidea, fratele lui, medaliat european și mondial și actual antrenor al lotului național al României.

### Palmares competițional
Debutul său în acest sport a fost unul încununat de succese, câștigând medaliile de bronz la Europenele de cadeți din 2004 și 2005, în cadrul categoriei 42 respectiv 50 de kg.
Prima lui performanță sub steag românesc a fost la turneul Dan Kolov - Nikola Petrov din 2013, unde a obținut medalia de bronz la categoria 60 de kg. La memorialul Ion Corneanu din România a fost distins cu medalia de aur.
Guidea a revenit la turneul internațional Dan Kolov - Nikola Petrov în 2015, unde a reușit o performanță de excepție, locul 1 la categoria 61 de kg. A participat și la Jocurile Europene din 2015, unde a fost eliminat în recalificările pentru finala de bronz.
În 2016, a reușit clasarea pe locul trei la Europene de la Riga, în cadrul categoriei 61 de kg. La turneul de calificare la Jocurile Olimpice de vară din 2016 s-a clasat pe primul loc la categoria 57 kg, reușind calificarea. La Jocuri, Ivan Guidea a părăsit competiția în sferturi. La Campionatul European din 2018 a cucerit din nou medalia de bronz.

## Legături externe
- Ivan Guidea la Comitetul Olimpic și Sportiv Român (arhivat)
- en Ivan Guidea la Olympedia.org